# HMS Birkenhead (1845)
La HMS Birkenhead (in origine HMS Vulcan) è stata una fregata britannica, in seguito riconvertita in nave trasporto truppe.
È maggiormente ricordata poiché, durante il suo affondamento nel 1852, si verificò la prima istanza documentata della procedura d'emergenza "prima donne e bambini".

## Costruzione
Ordinata dall'ammiragliato britannico nel 1845, venne costruita nei cantieri navali di Birkenhead e varata alla fine dello stesso anno. Inizialmente pensata come fregata a vapore e battezzata come HMS Vulcan, venne tuttavia presto riconvertita in nave trasporto truppe col nome di HMS Birkenhead, in onore del luogo d'origine.
Per l'epoca era all'avanguardia, ed era considerata una delle navi più veloci della Royal Navy. La sua velocità media poteva arrivare a 10 nodi, con picchi di 13 (circa 24 km/h), e aveva dodici compartimenti stagni per proteggerne la stabilità in caso di urto.

## Servizio
Inizialmente destinata al trasporto truppe tra le isole della Gran Bretagna, venne poi riassegnata al resto d'Europa e infine alle traversate oceaniche. Rafforzò la sua fama compiendo una traversata tra Halifax e Woolwich in appena tredici giorni, uno dei migliori risultati dell'epoca pre-industriale.
Cominciò poi ad operare sulla rotta per il Sudafrica a causa dell'ottava guerra contro gli Xhosa, ed era in grado di effettuare un viaggio di andata e ritorno dalla Gran Bretagna in meno di tre mesi. Nell'ottobre 1851 venne rimodernata a Città del Capo; era ancora in ottime condizioni, e il rischio di inconvenienti era considerato minimo per la nave.

## Naufragio
Dopo essere tornata in Inghilterra, nel gennaio 1852 partì da Portsmouth carica di truppe dirette in Sudafrica, al comando del capitano Robert Salmond. Il 23 febbraio arrivò a Simon's Town, presso Città del Capo, e scaricò una parte dei propri passeggeri e delle merci. Due giorni più tardi il Birkenhead ripartì per la baia di Algoa con più di 600 uomini a bordo, compresi varie donne e bambini, nove cavalli, 35 tonnellate di carbone, numerose balle di fieno e 240 000 sterline d'oro.
Il capitano Salmond, sfruttando il mare calmo, decise di mantenersi vicino alla costa e fare cabotaggio. Tuttavia, verso le 02:00 del 26 febbraio, la nave urtò contro una roccia sommersa non segnalata sulle carte nautiche ad alcune miglia al largo di Danger Point, presso Gansbaai. In quel momento il Birkenhead procedeva a circa 8 nodi, e il buio impedì agli uomini di vedetta di scorgere la roccia, di solito visibile durante il giorno appena sotto la superficie dell'acqua; inoltre i rilevamenti eseguiti con lo scandaglio avevano fino ad allora dato una profondità sufficiente per la navigazione, quindi la presenza di improvvisi scogli affioranti era del tutto inaspettata. La nave s'incagliò, aprendo una falla nel compartimento stagno adiacente alla sala motori.

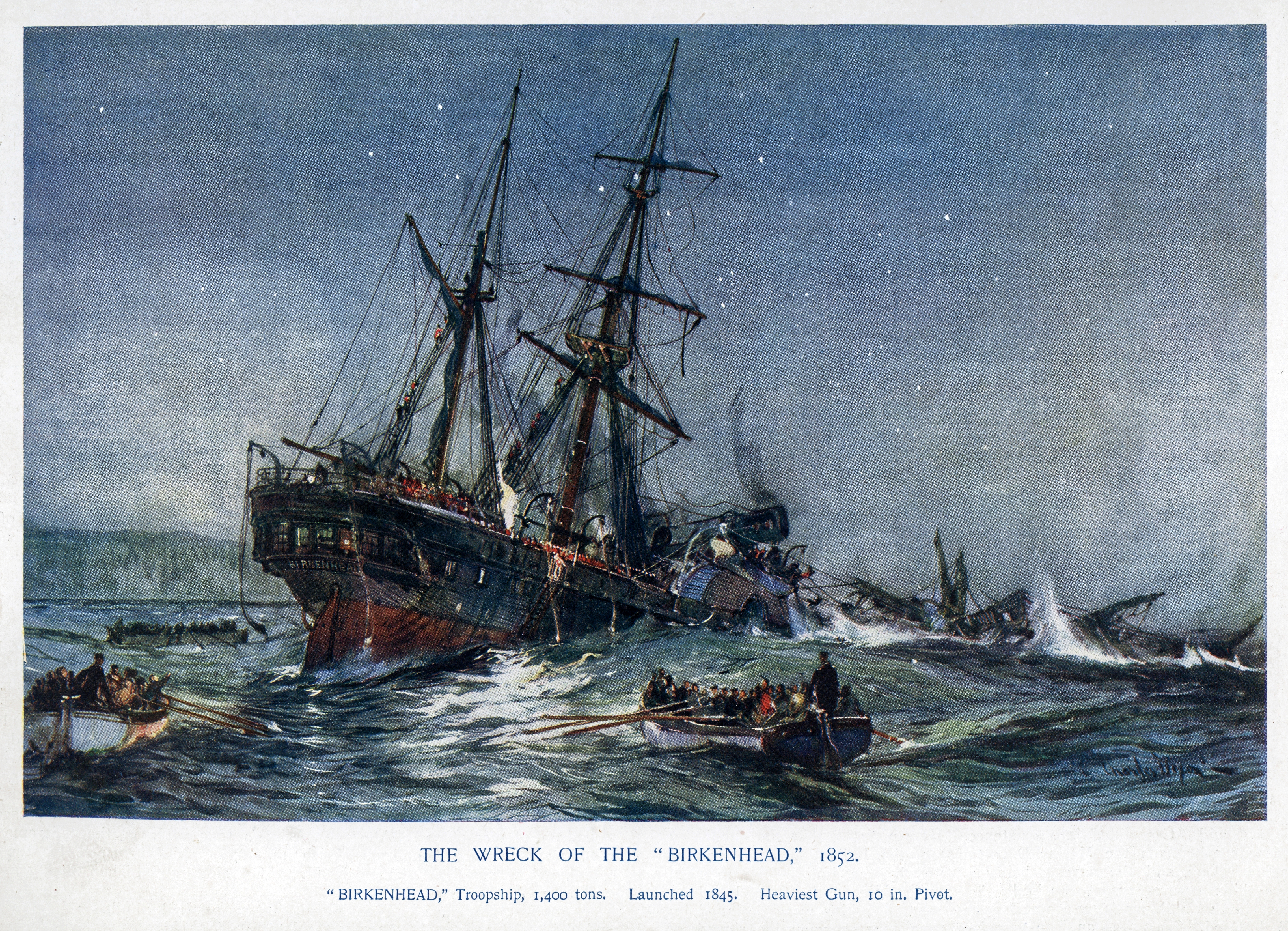
Il naufragio del Birkenhead (disegno di Charles Dixon)

La maggior parte dei passeggeri e dell'equipaggio si svegliò al primo impatto ed accorse sul ponte della nave. Il capitano Salmond, capita la gravità della situazione, fece armare le scialuppe e ordinò l'indietro tutta per tentare di disincagliare la nave. La falla causata dall'urto era tuttavia troppo grande, e non appena la nave tornò indietro l'acqua invase i compartimenti inferiori, facendo annegare chiunque non fosse ancora risalito sul ponte. Inoltre la manovra non servì, poiché il Birkenhead venne risospinto sulla roccia, sfondando ora il compartimento della sala motori e facendola allagare.
Nonostante la velocità dell'affondamento, la solida costruzione della nave permise di avere abbastanza tempo per calare in mare tre delle otto scialuppe presenti. In un gesto di estrema cavalleria, gli ufficiali ordinarono che i posti nelle scialuppe fossero interamente riservati a donne e bambini, e la maggior parte dei soldati rimase al proprio posto mentre la nave affondava. Ciò premise il salvataggio di tutte le donne e i bambini a bordo, mentre 445 tra soldati e marinai persero la vita.
Due sopravvissuti, i capitani Lucas e Wright, raccontarono come l'evacuazione si svolgesse in silenzio e con apparente calma, con solo il capitano Salmond a dare ordini per l'ammaraggio delle scialuppe. In un ultimo tentativo di mantenere la nave a galla vennero azionate le pompe e vennero lasciati cadere in mare i cavalli ormai imbizzarriti, ma non ci fu nulla da fare e il Birkenhead affondò nel giro di pochi minuti: la struttura della nave, ormai compromessa, cedette e si spezzò in più punti, costringendo chi era ancora a bordo a saltare in acqua.
Nonostante il mare fosse calmo e relativamente caldo (a febbraio è infatti estate nell'emisfero australe) molti non sapevano nuotare e annegarono, altri vennero risucchiati dalla nave che affondava, mentre altri ancora vennero divorati dagli squali. Nessuna nave venne in soccorso dei sopravvissuti, che dovettero nuotare fino alla costa e rischiare di sfracellarsi sugli scogli a causa della fortissima risacca. La zona del naufragio era quasi disabitata, ma i superstiti vennero soccorsi dai locali pescatori boeri, che li rifocillarono e diedero l'allarme. Solo il giorno successivo la scuna Lioness, transitando sul luogo del naufragio, raccolse 40 sopravvissuti ancora aggrappati a resti galleggianti; altri scampati al naufragio furono visti sopra dei banchi di alghe lungo le scogliere, ma nessuna scialuppa osò avvicinarsi e furono lasciati al loro destino.

## Conseguenze ed eredità

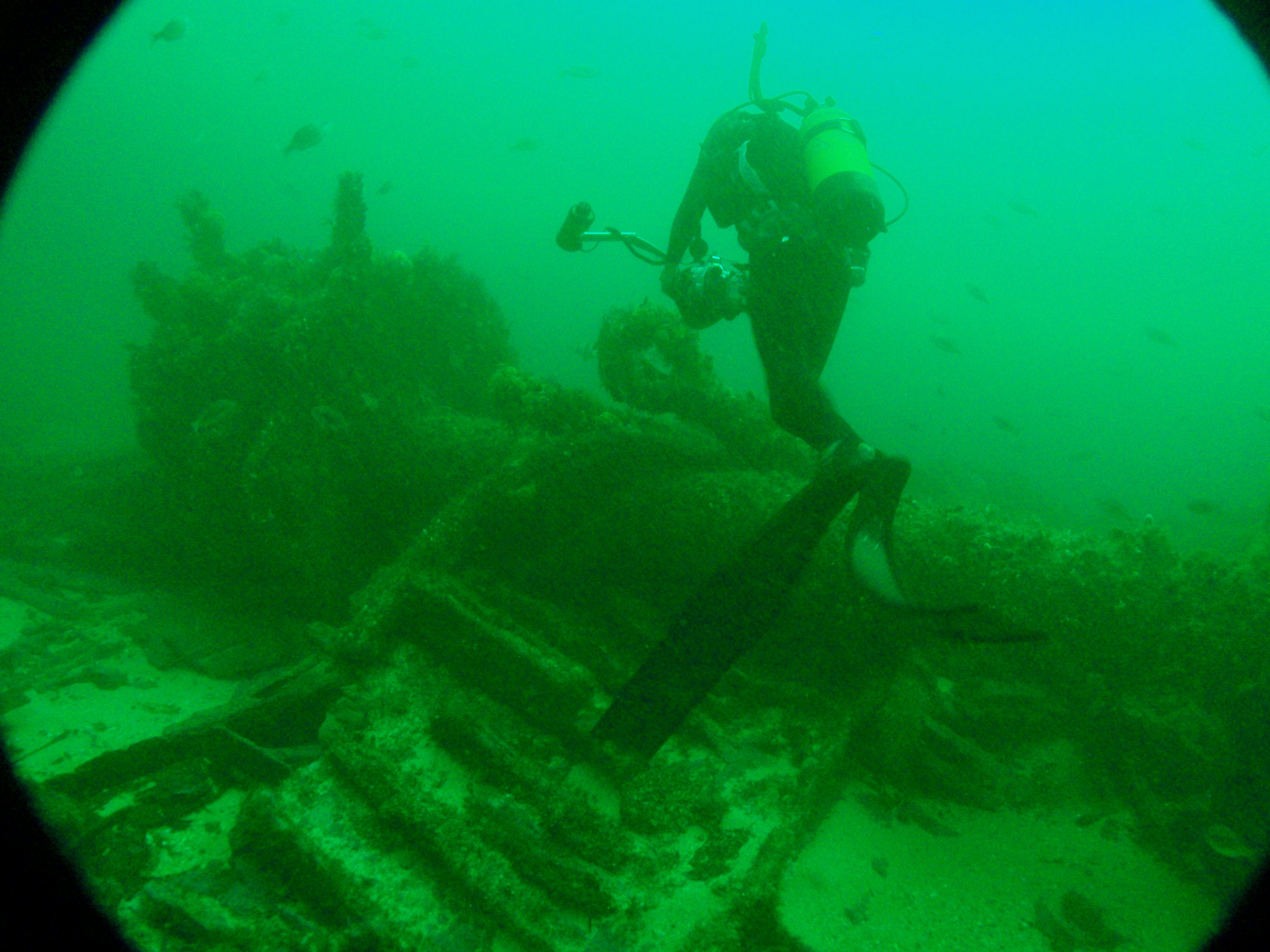
Resti di una delle ruote del Birkenhead sul fondale sudafricano

Degli oltre 600 uomini a bordo del Birkenhead ne sopravvissero 193 (donne e bambini compresi); dei nove cavalli finiti in mare otto riuscirono a raggiungere la costa a nuoto, mentre uno annegò per via di una zampa rotta. Solo quattro ufficiali sopravvissero al naufragio, mentre il capitano Salmond annegò, e per questo non poté rispondere all'inchiesta delle autorità britanniche, che quindi lasciarono decadere ogni accusa di cattiva gestione del disastro.
L'affondamento del Birkenhead rimase per lungo tempo nella memoria collettiva, tanto che la procedura d'evacuazione del "prima donne e bambini" sarebbe diventata da allora in poi prassi nelle procedure d'emergenza. Il poeta Francis Hastings Doyle scrisse una poesia in ricordo del disastro, The Loss of the Birkenhead (1852), mentre re Federico Guglielmo IV di Prussia ordinò di leggere un resoconto del naufragio a tutti i suoi reggimenti così che i soldati prussiani prendessero esempio da quelli inglesi.
Nel 1895, per evitare altri disastri del genere, venne costruito nella zona il faro di Danger Point. Il relitto del Birkenhead giace a circa 30 metri di profondità, e nel corso degli anni sono state fatte numerose spedizioni per tentare di recuperare l'oro trasportato, senza tuttavia molto successo.